# Belägringen av Lachish
Belägringen av Lachish var det andra kända slaget mellan assyriska imperiet och Juda rike under den assyriske kung Sanheribs kampanj mot Juda. Slaget inträffade 701 f.Kr. och har dokumenterats någorlunda väl i både hebreiska och assyriska källor.

## Bakgrund
När Sanherib kom till makten i Assyrien slutade flera av de levantinska vasallstaterna att betala tribut till assyrierna, detta i ett steg mot självständighet. Sanherib begav sig ut för att krossa de upproriska staterna och efter att ha besegrat kungadömet Ekron vände han mot Juda som var den sista vasallstaten som inte kuvats. Efter att ha erövrat Azekah kom den assyriska armen till Lachisch som var Juda rikes näst viktigaste stad och Sanherib beslutade sig för att inta staden. Lachish i sig var en befäst stad med murar som låg på en brant och hög kulle. Kullens norra sida var brantare än dess södra sida och därmed vette stadsportarna mot norr för att göra dem mer lättförsvarade. Inne i själva staden fanns även en fästning med höga och tjocka murar. 

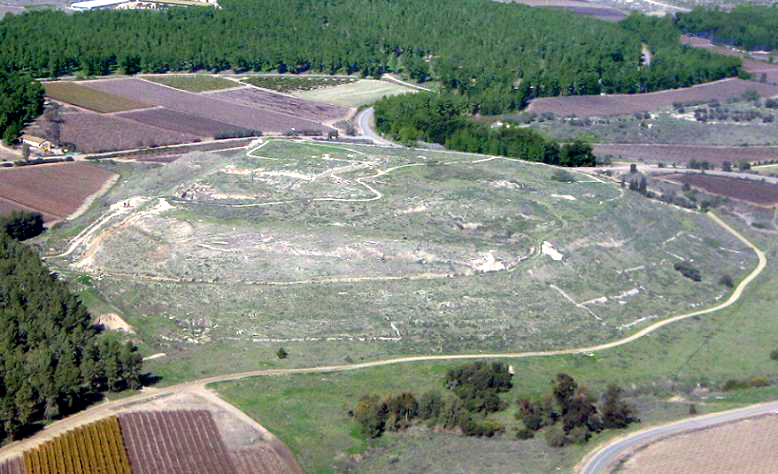
Kullen där Lachish låg.
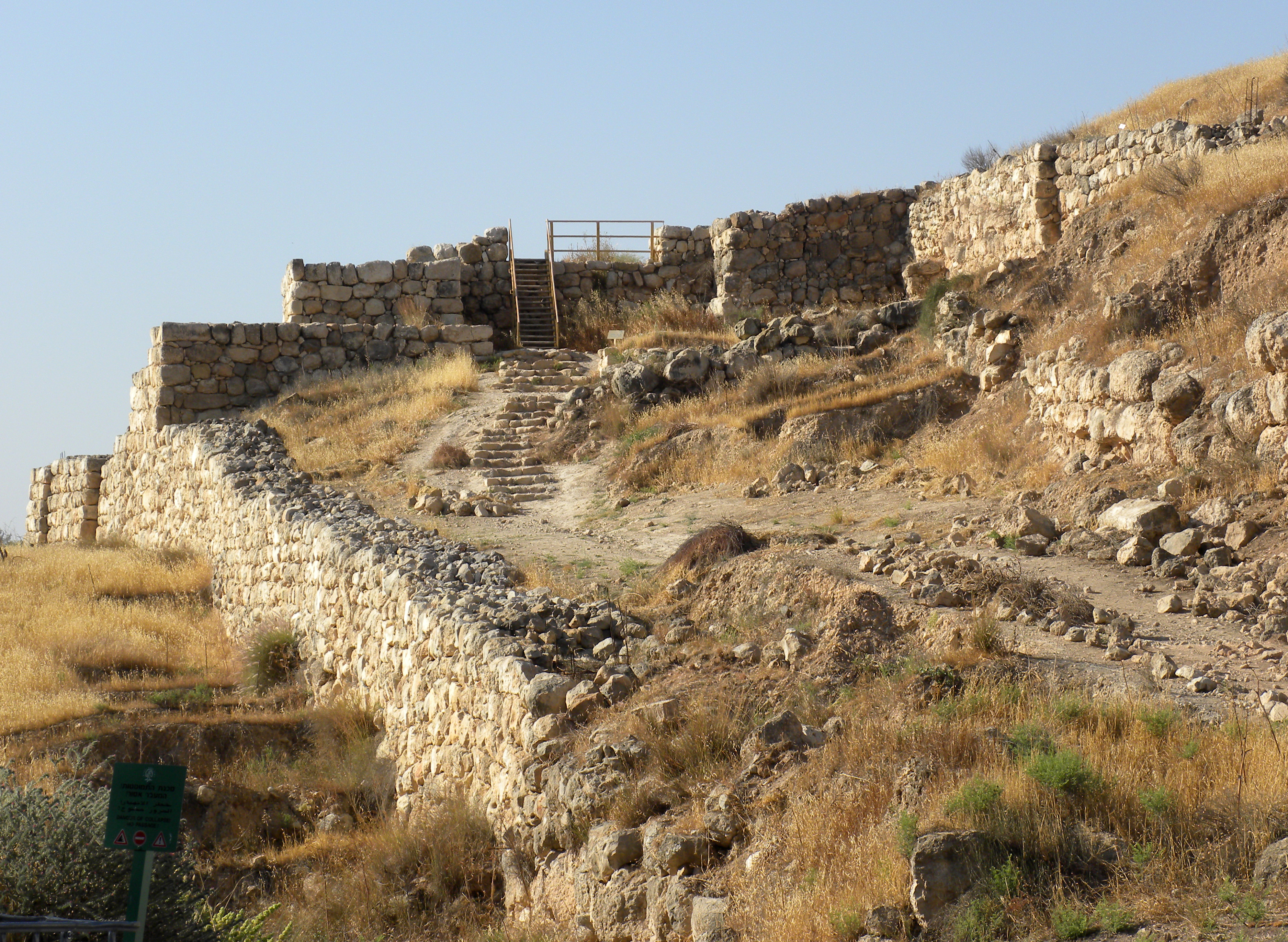
Lachishs stadsport.
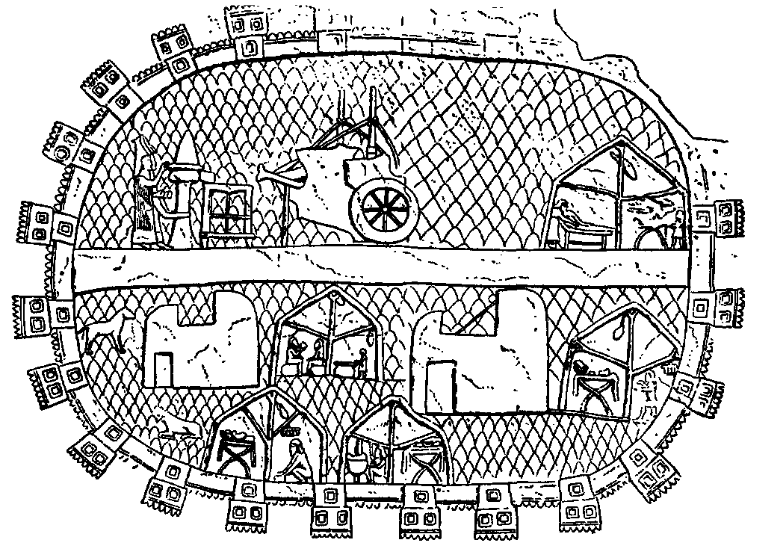
Lachish avbildat på de assyriska relieferna.

## Slaget

### Den assyriska armén
Den assyriska armén var under det sena 700-talet f.Kr. den mest avancerade och vältränade armén i Mellanöstern. Armén var i huvudsak uppdelad i tre delar:
- Infanteri: bestående av närstridssoldater bärande spjut och sköldar och bågskyttar, infanteriet använde sig även av legoknektar beväpnade med slungor. Det assyriska infanteriet var disciplinerat och vältränat. De hade tränats att samverka med militäringenjörer som skötte belägringsmaskinerna för att snabbt kunna inta städer.
- Kavalleri: Bestående av rustat närstridskavalleri med spjut och beridna bågskyttar som kunde plåga fiendens flanker med snabba manövrar. Det assyriska kavalleriet ansågs under perioden ha varit den bästa i Mellanöstern.

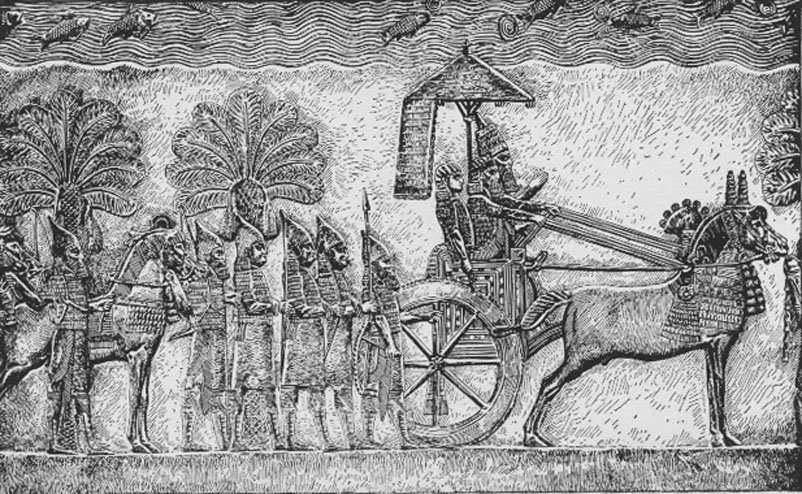
Stridsvagnar: Assyrierna hade stridsvagnar, men förlitade sig mindre på dem än tidigare civilisationer i Mellanöstern. Stridsvagnarna användes för snabba anfall över slättland men var inte i bruk under belägringar.  - Sanherib framför sin armé.
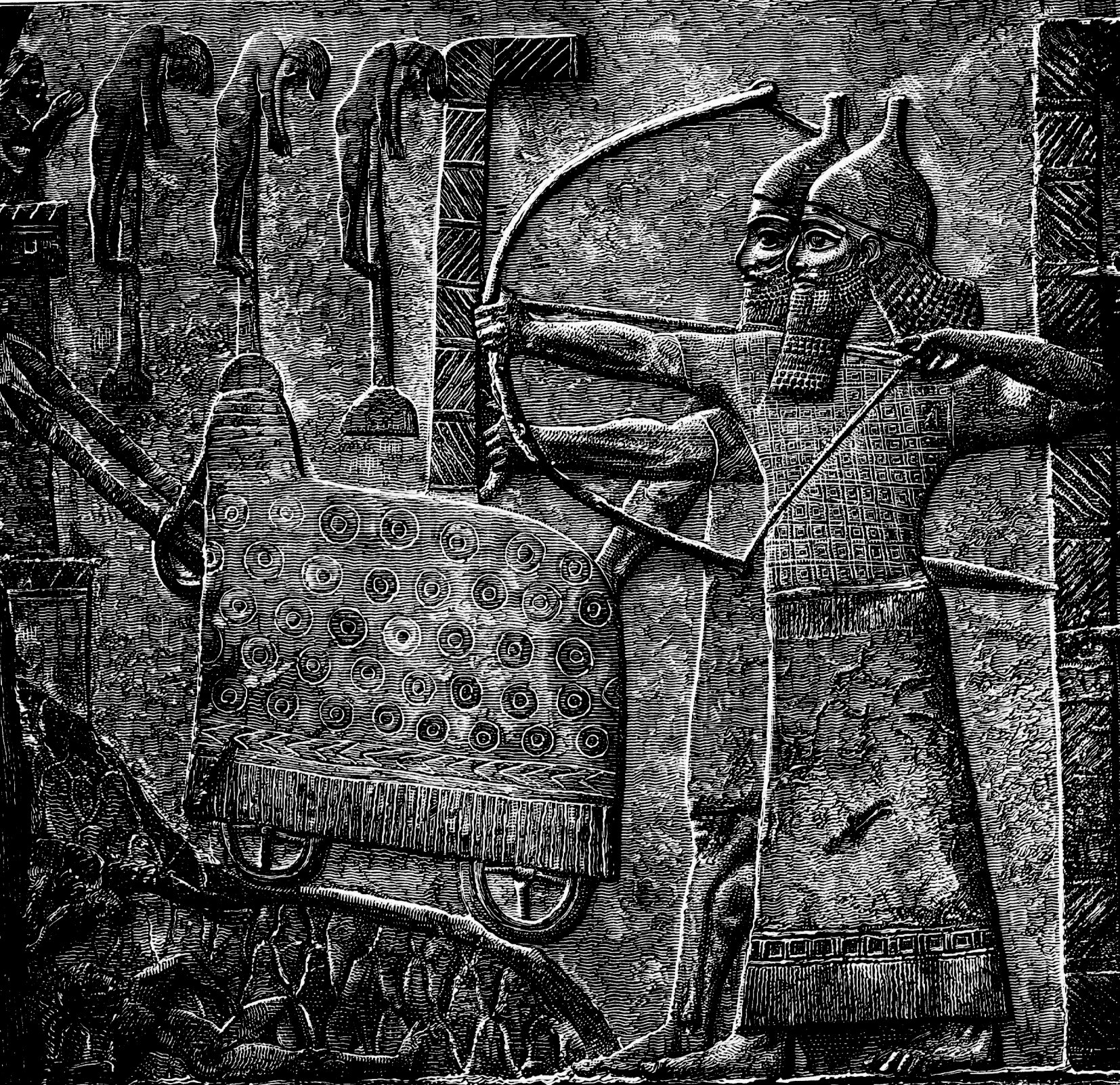
Assyriska bågskyttar vid en murbräcka, relief från kung Tiglath-Pileser II:s tid.
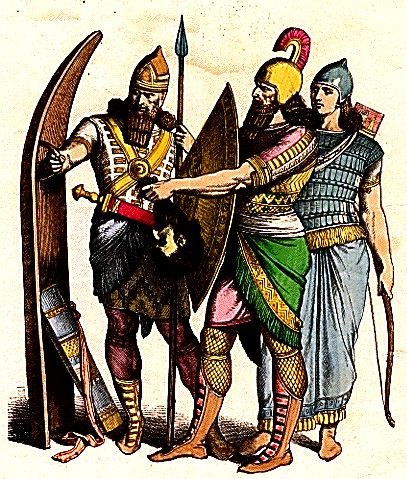
Modern avbildning av hur assyriska soldater sannolikt såg ut, baserad på assyriska reliefer.
  - Assyriska bågskyttar vid en murbräcka, relief från kung Tiglath-Pileser II:s tid.
  - Modern avbildning av hur assyriska soldater sannolikt såg ut, baserad på assyriska reliefer.

### Den judiska armén
Den Judiska armén på det sena 700-talet f.Kr. hade endast ett fåtal ryttare och stridsvagnar. Infanteriet bestod av närstridssoldater med spjut och sköld samt bågskyttar, men dessa var milismän som nästan helt saknade militär träning. De enda professionella soldaterna i armén var adelsmännen och legoknektar vars lojalitet var tveksam under de bästa av omständigheter. Armén i sig hade inte tränats för att strida som en enhet och var dessutom långt mindre än den assyriska armén.

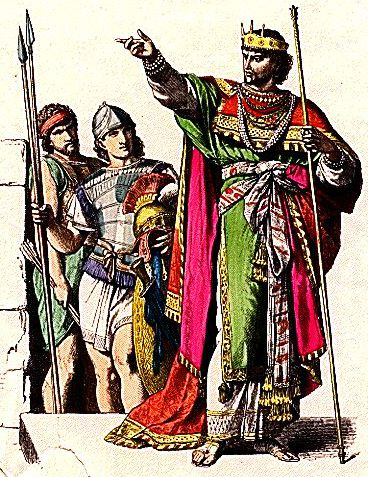
Modern avbildning av hur judiska soldater förmodligen såg ut. Judisk konung avbildad längst fram.

### Slaget
Då kullens norra sida var brantast beslutade sig assyrierna för att anfalla Lachish från söder. De judiska soldaterna ställde upp på stadens murar och sköt mot de anstormande assyrierna med pilar och stenar. Assyrierna svarade med att skicka fram sina bågskyttar och de båda sidorna höll en avståndsstrid mot varandra. Medan en stor del av de judiska försvararna var upptagna med slaget i söder byggde de assyriska ingenjörerna en jordramp öster om stadens huvudport. De försvarare som inte var upptagna i söder rusade ut för att dräpa ingenjörerna men de drevs tillbaka av assyriska närstridssoldater. När rampen var klar rullades murbräckor uppför den och de kunde därmed rasera en del av muren. I och med att muren rasade insåg judarna att slaget var förlorat och vissa av de judiska soldaterna flydde från staden över kullen. Lachish intogs och dess befolkning togs till fånga och fördes till det assyriska kärnlandet som krigsfångar. De adelsmän och ämbetsmän som fanns i Lachish torterades dock till döds. Lachish i sig brändes inte ned men skulle stå övergivet tills att judarna återvände från den babyloniska fångenskapen.
 

Med Lachish intaget var nu vägen fri fram till Jerusalem men Sanherib valde att själv stanna kvar i staden med en del av sin armé, istället skickade han sin överbefälhavare till Jerusalem för att inta staden.

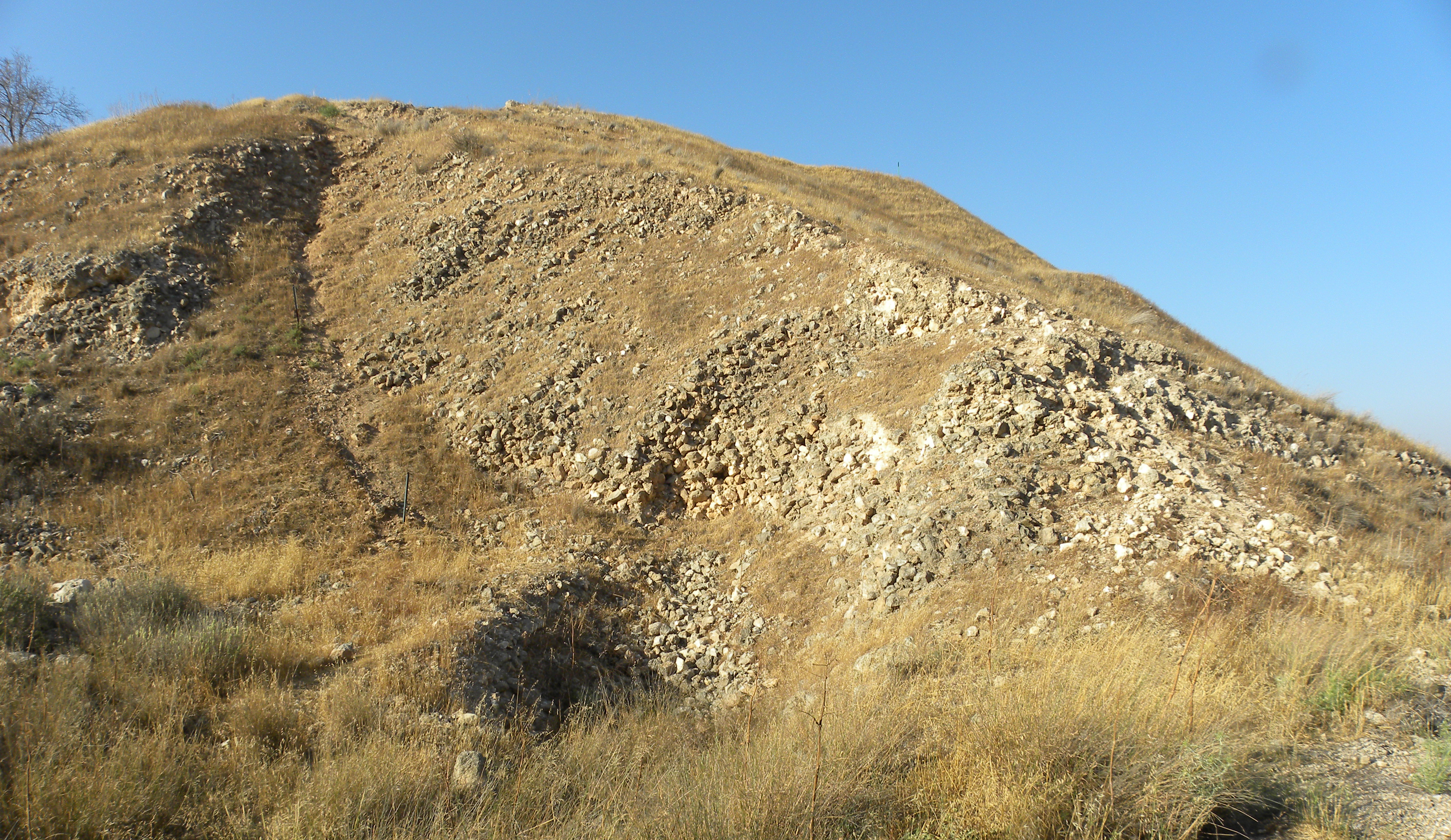
Den assyriska belägringsrampen vid Lachish.
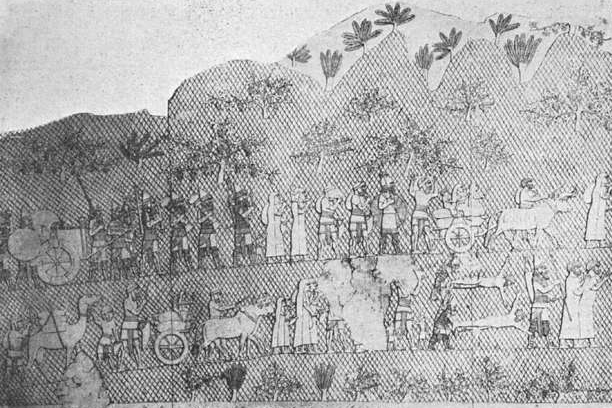
Judiska fångar förs iväg till Assyrien efter belägringen av Lachish. Reliefen anses viktig då den visar hur den judiska befolkningen klädde sig under perioden.
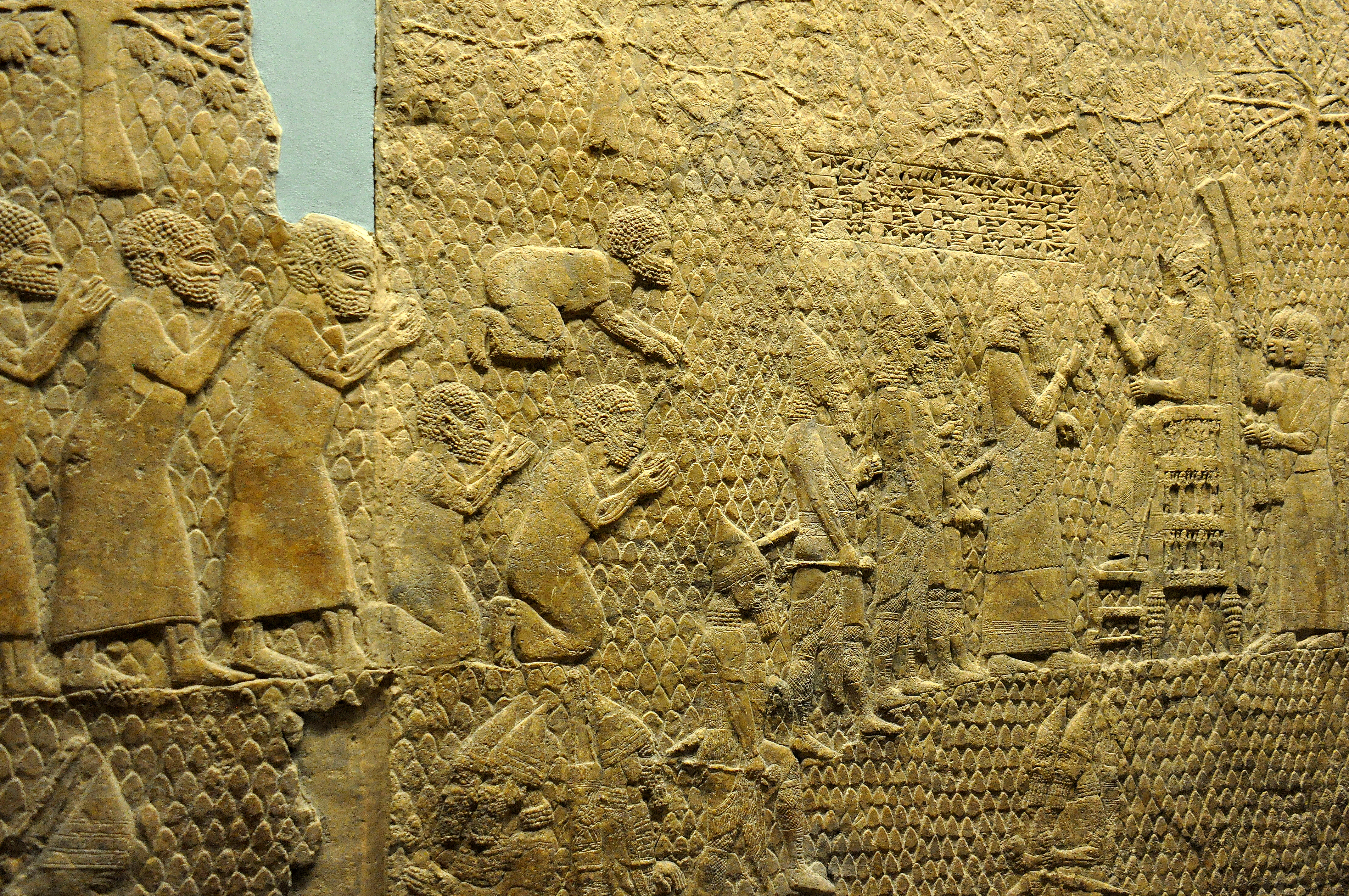
Kung Sanherib granskar de judiska fångarna efter slaget vid Lachish.
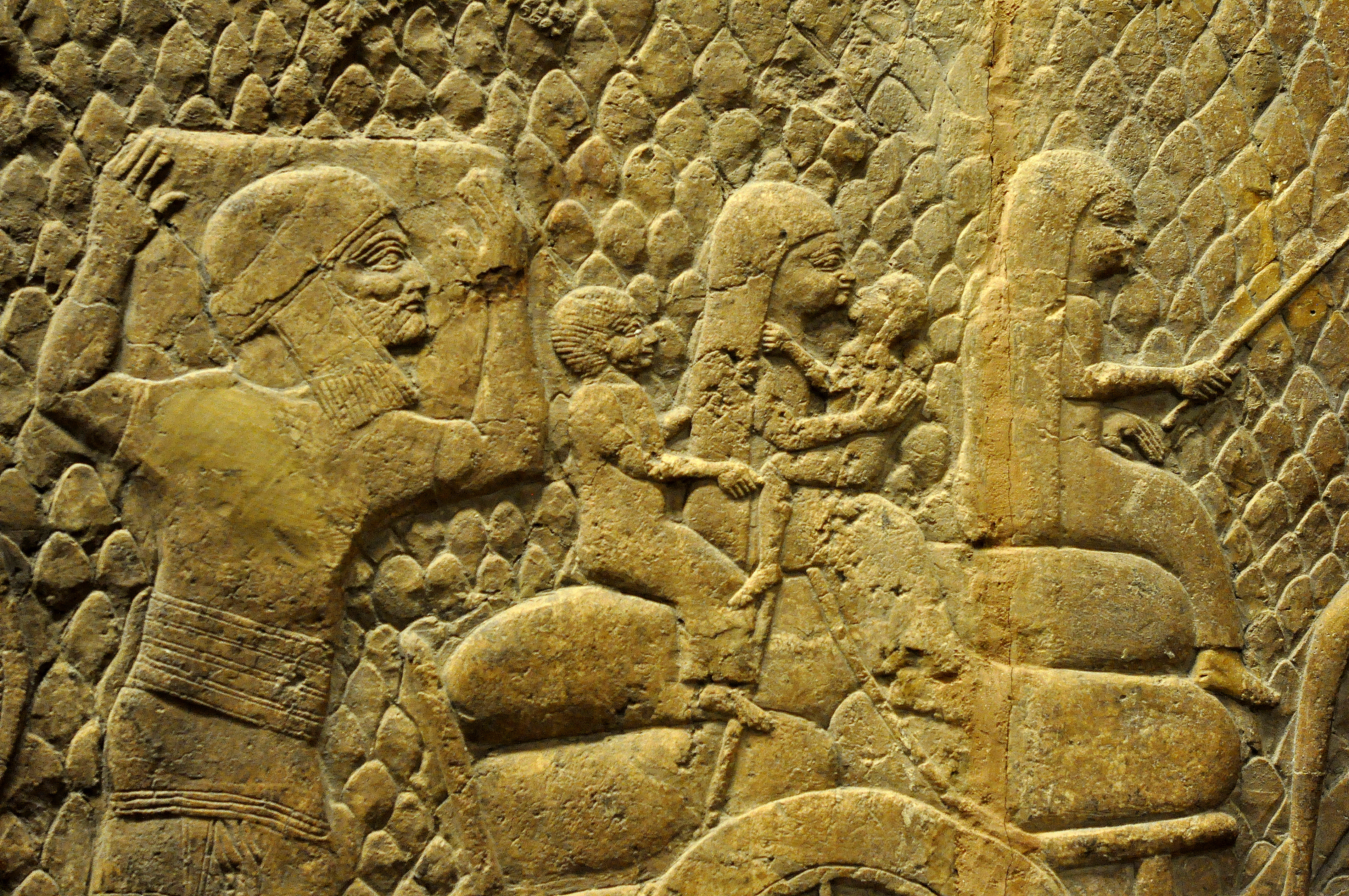
Det judiska folket i Lachish deporteras till Assyrien.
Lachishreliefen i sin helhet i brittiska museet i London.